# Bayecourt
Bayecourt est une commune française située dans le département des Vosges, en région Grand Est. En 2022, elle compte 234 habitants.
Ses habitants sont appelés les Tambois.

## Géographie

### Localisation
La commune de Bayecourt se trouve dans le département des Vosges, en région Grand Est.
Elle se situe à 22,4 km par la route d'Épinal, préfecture du département, et à 21,2 km de Bruyères, bureau centralisateur du canton de Bruyères dont dépend la commune depuis 2015 pour les élections départementales.
Les communes les plus proches sont : 
Villoncourt (1,7 km), Domèvre-sur-Durbion (2,5 km), Dignonville (2,8 km), Sercœur (3,5 km), Girmont (3,7 km), Pallegney (4,4 km), Badménil-aux-Bois (4,6 km), Chavelot (5,0 km).

### Géographie et relief
La superficie de la commune est de 9,92 km2 ; son altitude varie de 307  à   366 mètres

### Hydrographie et les eaux souterraines
Hydrogéologie et climatologie : Système d’information pour la gestion des eaux souterraines du bassin Rhin-Meuse :
Territoire communal : Occupation du sol (Corinne Land Cover); Cours d'eau (BD Carthage),
Géologie : Carte géologique; Coupes géologiques et techniques,
 Hydrogéologie : Masses d'eau souterraine; BD Lisa; Cartes piézométriques.
La commune est située dans le bassin versant du Rhin au sein du bassin Rhin-Meuse. Elle est drainée par le Durbion,.
Le Durbion, d'une longueur totale de 35,1 km, prend sa source dans la commune de Méménil et se jette  dans la Moselle à Châtel-sur-Moselle, après avoir traversé douze communes.

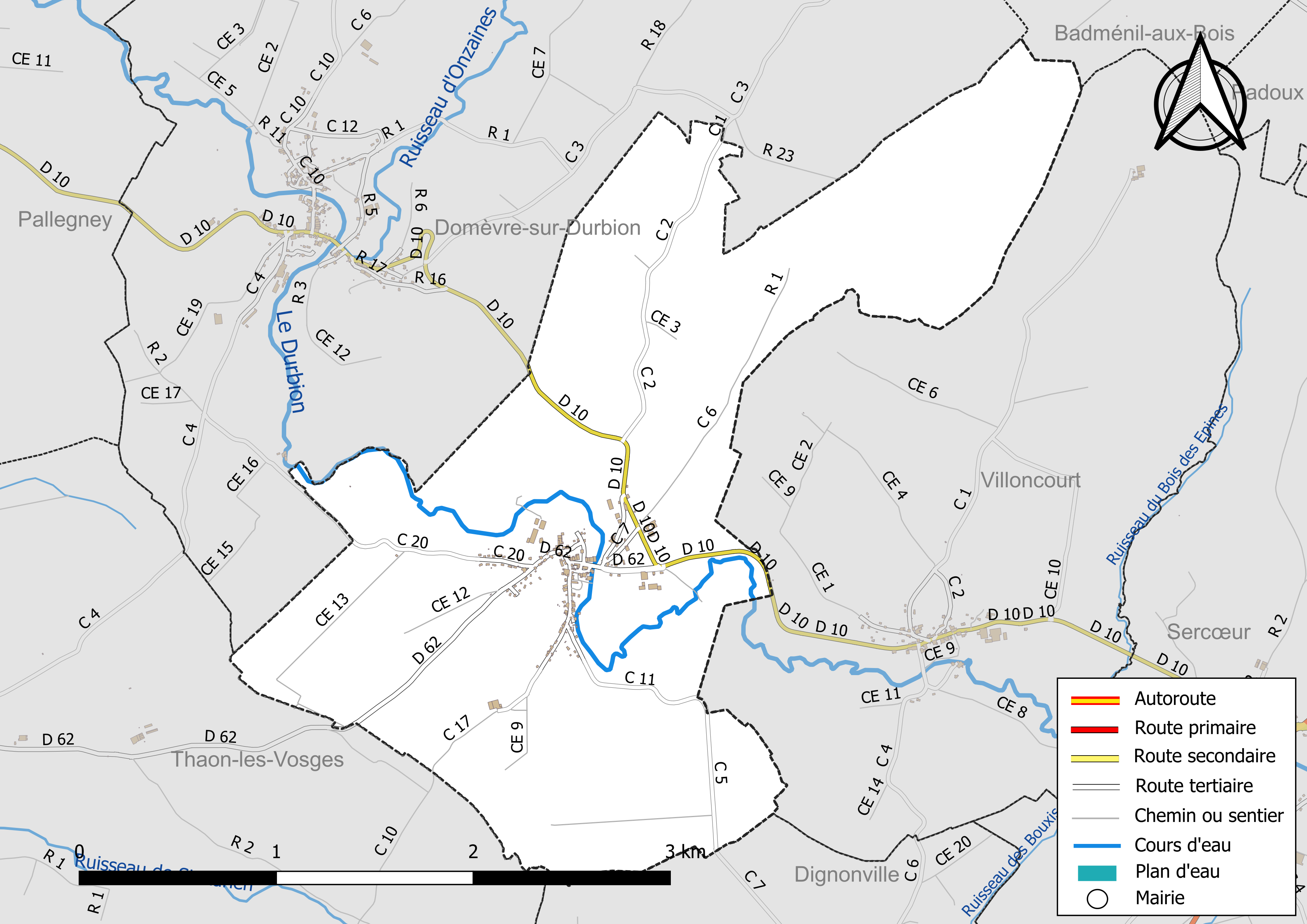
Réseaux hydrographique et routier de Bayecourt.

### Climat
Pour des articles plus généraux, voir Climat du Grand Est et Climat des Vosges.
En 2010, le climat de la commune est de type climat de montagne, selon une étude du Centre national de la recherche scientifique s'appuyant sur une série de données couvrant la période 1971-2000. En 2020, Météo-France publie une typologie des climats de la France métropolitaine dans laquelle la commune est exposée à un climat semi-continental et est dans la région climatique  Lorraine, plateau de Langres, Morvan, caractérisée par un hiver rude (1,5 °C), des vents modérés et des brouillards fréquents en automne et hiver. 
Pour la période 1971-2000, la température annuelle moyenne est de 9,5 °C, avec une amplitude thermique annuelle de 17,1 °C. Le cumul annuel moyen de précipitations est de 1 001 mm, avec 12,8 jours de précipitations en janvier et 10,3 jours en juillet. Pour la période 1991-2020, la température moyenne annuelle observée sur la station météorologique de Météo-France la plus proche, « Épinal », sur la commune de Dogneville à 5 km à vol d'oiseau, est de 10,3 °C et le cumul annuel moyen de précipitations est de 907,0 mm. 
La température maximale relevée sur cette station est de 39,3 °C, atteinte le 25 juillet 2019 ; la température minimale est de −18,9 °C, atteinte le 12 janvier 1987,,. 
Les paramètres climatiques de la commune ont été estimés pour le milieu du siècle (2041-2070) selon différents scénarios d'émission de gaz à effet de serre à partir des nouvelles projections climatiques de référence DRIAS-2020. Ils sont consultables sur un site dédié publié par Météo-France en novembre 2022.

## Urbanisme

### Typologie
Au 1er janvier 2024, Bayecourt est catégorisée commune rurale à habitat dispersé, selon la nouvelle grille communale de densité à sept niveaux définie par l'Insee en 2022.
Elle est située hors unité urbaine. Par ailleurs la commune fait partie de l'aire d'attraction d'Épinal, dont elle est une commune de la couronne,. Cette aire, qui regroupe 118 communes, est catégorisée dans les aires de 50 000 à moins de 200 000 habitants,.

### Occupation des sols
L'occupation des sols de la commune, telle qu'elle ressort de la base de données européenne d’occupation biophysique des sols Corine Land Cover (CLC), est marquée par l'importance des territoires agricoles (64,3 % en 2018), une proportion sensiblement équivalente à celle de 1990 (64,9 %). La répartition détaillée en 2018 est la suivante : 
terres arables (40,6 %), forêts (30,9 %), prairies (23,7 %), zones urbanisées (4,6 %), mines, décharges et chantiers (0,3 %). L'évolution de l’occupation des sols de la commune et de ses infrastructures peut être observée sur les différentes représentations cartographiques du territoire : la carte de Cassini (XVIIIe siècle), la carte d'état-major (1820-1866) et les cartes ou photos aériennes de l'IGN pour la période actuelle (1950 à aujourd'hui).

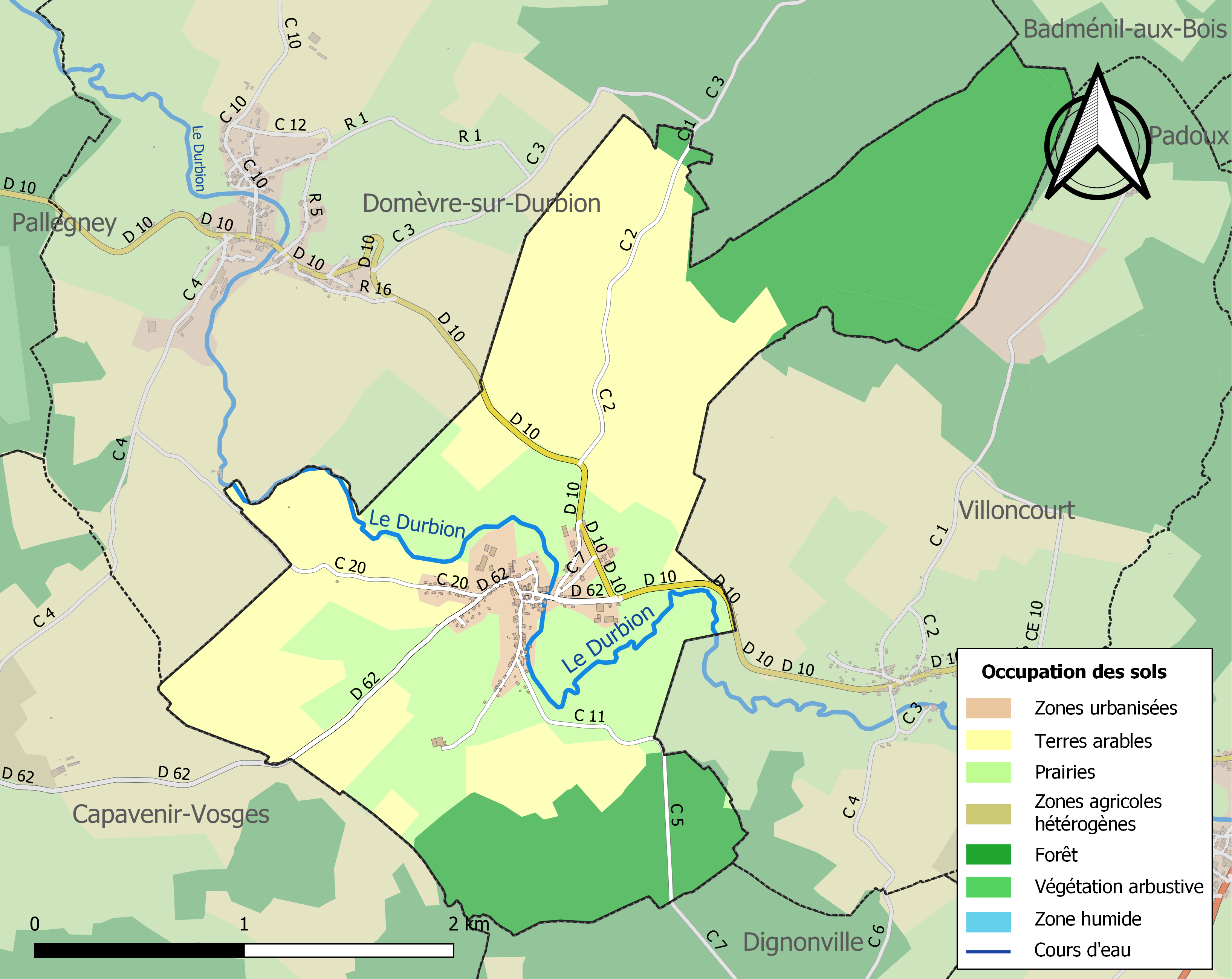
Carte des infrastructures et de l'occupation des sols de la commune en 2018 (CLC).

### Voies de communication et transports

#### Voies routières
Bayecourt voit se rencontrer en son centre la D10 et la D62. Elle se trouve également à proximité de la D46, laquelle relie Épinal et Rambervillers.
Bayecourt est relié à Épinal par la ligne de bus EN1 du réseau Imagine (Lignes de Territoire), à Châtel-sur-Moselle par la ligne M4, à Hadigny-les-Verrières par la ligne M7 et à Thaon-les-Vosges par la ligne T3.

#### Transports en commun
- Fluo Grand Est.

#### Lignes SNCF
- Gare d'Épinal.
- Gare de Thaon.

## Toponymie
Le nom de la localité est attesté sous les formes In Balherocurte (XIe ou XIIe siècle) ; Baheicourt (XIIIe siècle) ; Bahecourt, Bahecours (1309) ; Bayhecourt (1336) ; Baheicors (XIVe siècle) ; Bauhecourt (XIVe siècle) ; Baiecuria, Baiencuria (1402) ; Bailcourt (XVe siècle) ; Baiecourt (1504) ; Bayecourt (1543) ; Bayoncour (1656) ; Baycuria (1768).

Le nom de Bayecourt présenterait une origine germanique, Balhero, du nom composé Ball Hari, décliné en -o, suivi de curte. Balhero Curte est attesté dès le xie siècle, avant d'évoluer vers Baheicourt au xiiie siècle. La première mention de Bayecourt se rencontre en 1543.

## Histoire
En 1594, Bayecourt est le chef-lieu d'un ban comprenant le village de Domèvre-sur-Durbion. Puis en 1710, la commune rejoint le bailliage de Bruyères, avant d'être placée en 1790 dans le canton de Domèvre-sur-Durbion, district de Rambervillers. En 1801, la commune fit partie du canton de Châtel-sur-Moselle. Elle appartient depuis 2014 au canton de Bruyères.

## Politique et administration

### Découpage territorial
La commune de Bayecourt est membre de la communauté d'agglomération d'Épinal, un établissement public de coopération intercommunale (EPCI) à fiscalité propre créé le 1er janvier 2017 dont le siège est à Golbey. Ce dernier est par ailleurs membre d'autres groupements intercommunaux.
Sur le plan administratif, elle est rattachée à l'arrondissement d'Épinal, au département des Vosges, en tant que circonscription administrative de l'État, et à la région Grand Est.
Sur le plan électoral, elle dépend du canton de Bruyères pour l'élection des conseillers départementaux, depuis le redécoupage cantonal de 2014 entré en vigueur en 2015, et de la première circonscription des Vosges   pour les élections législatives, depuis le redécoupage électoral de 1986.

### Budget et fiscalité 2022

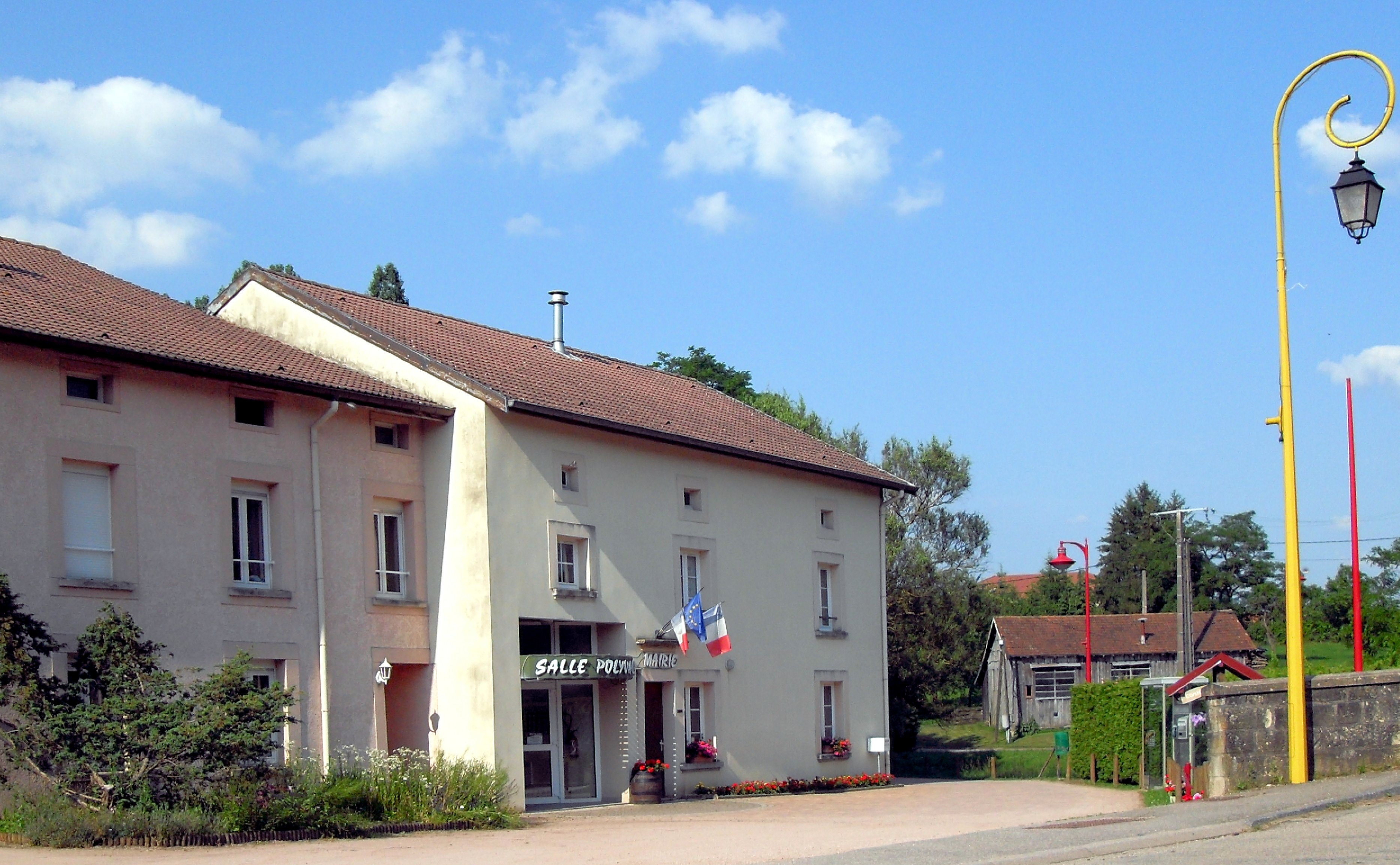
La mairie.

En 2022, le budget de la commune était constitué ainsi :
- total des produits de fonctionnement : 205 000 €, soit 803 € par habitant ;
- total des charges de fonctionnement : 185 000 €, soit 724 € par habitant ;
- total des ressources d'investissement : 16 000 €, soit 64 € par habitant ;
- total des emplois d'investissement : 43 000 €, soit 167 € par habitant ;
- endettement : 0 €, soit 2 € par habitant.

Avec les taux de fiscalité suivants :
- taxe d'habitation : 12,52 % ;
- taxe foncière sur les propriétés bâties : 41,11 % ;
- taxe foncière sur les propriétés non bâties : 20,13 % ;
- taxe additionnelle à la taxe foncière sur les propriétés non bâties : 0,00 % ;
- cotisation foncière des entreprises : 0,00 %.

Chiffres clés Revenus et pauvreté des ménages en 2021 : médiane en 2021 du revenu disponible, par unité de consommation : 22 230 €

### Élections municipales

#### Élections de 2020
Le conseil municipal de Bayecourt, commune de moins de 1 000 habitants, est élu au scrutin majoritaire plurinominal à deux tours avec listes ouvertes et panachage. Compte tenu de la population communale, le nombre de sièges à pourvoir lors des élections municipales de 2020 est de 11. 11 des 14 candidats en lice sont élus au premier tour, le 15 mars 2020, avec un taux de participation de 60,83%.
Gilbert François est élu maire.

#### Liste des maires
| Période                                  | Période   | Identité                  | Étiquette | Qualité                           |
| ---------------------------------------- | --------- | ------------------------- | --------- | --------------------------------- |
| Les données manquantes sont à compléter. |           |                           |           |                                   |
| 1910                                     | 1923      | Emile Deschaseaux         |           |                                   |
| 1923                                     | 1934      | Louis Deschaseaux         |           |                                   |
| 1934                                     | 1935      | Paul Humbert              |           |                                   |
| 1935                                     | juin 1950 | Hubert Haumonté           |           |                                   |
| juin 1950                                | mars 1959 | Roger André (1900-1980)   |           |                                   |
| mars 1959                                | mars 1965 | Armand Prévot (1927-2010) | UDR       | Suppléant du député Marcel Hoffer |
| mars 1965                                | mars 1989 | Louis André (1927-2025)   |           | Agriculteur                       |
| mars 1989                                | mars 2014 | Bernard Perrin            |           |                                   |
| mars 2014                                | mars 2020 | Gilbert Huguenin          |           |                                   |
| mars 2020                                | En cours  | Gilbert François          |           |                                   |

### Autres élections
| Élections présidentielles, résultats des deuxièmes tours.                                  | Élections présidentielles, résultats des deuxièmes tours. | Élections présidentielles, résultats des deuxièmes tours. | Élections présidentielles, résultats des deuxièmes tours. | Élections présidentielles, résultats des deuxièmes tours. | Élections présidentielles, résultats des deuxièmes tours. | Élections présidentielles, résultats des deuxièmes tours. | Élections présidentielles, résultats des deuxièmes tours. |
| Année                                                                                      | Élu                                                       | Élu                                                       | Élu                                                       | Battu                                                     | Battu                                                     | Battu                                                     | Participation                                             |
| ------------------------------------------------------------------------------------------ | --------------------------------------------------------- | --------------------------------------------------------- | --------------------------------------------------------- | --------------------------------------------------------- | --------------------------------------------------------- | --------------------------------------------------------- | --------------------------------------------------------- |
| 2002                                                                                       | 77.08 %                                                   | Jacques Chirac                                            | RPR                                                       | 22.92 %                                                   | Jean-Marie Le Pen                                         | FN                                                        | 86.21 %                                                   |
| 2007                                                                                       | 59.28 %                                                   | Nicolas Sarkozy                                           | UMP                                                       | 40.72 %                                                   | Ségolène Royal                                            | PS                                                        | 88.84 %                                                   |
| 2012                                                                                       | 39.67 %                                                   | François Hollande                                         | PS                                                        | 60.33 %                                                   | Nicolas Sarkozy                                           | UMP                                                       | 88.03 %                                                   |
| 2017                                                                                       | 51.32 %                                                   | Emmanuel Macron                                           | EM                                                        | 48.68 %                                                   | Marine Le Pen                                             | FN                                                        | 77.45 %                                                   |
| 2022                                                                                       | 41.42 %                                                   | Emmanuel Macron                                           | LREM                                                      | 58.58 %                                                   | Marine Le Pen                                             | RN                                                        | 76.67 %                                                   |
| Élections législatives, résultats des deux meilleurs scores du dernier tour de scrutin.    |                                                           |                                                           |                                                           |                                                           |                                                           |                                                           |                                                           |
| Année                                                                                      | Élu                                                       | Élu                                                       | Élu                                                       | Battu                                                     | Battu                                                     | Battu                                                     | Participation                                             |
| Bayecourt est répartie sur plusieurs circonscriptions, cf. les résultats des .             |                                                           |                                                           |                                                           |                                                           |                                                           |                                                           |                                                           |
| Avant 2010, Bayecourt est répartie sur plusieurs circonscriptions, cf. les résultats des . |                                                           |                                                           |                                                           |                                                           |                                                           |                                                           |                                                           |
| 2002                                                                                       | 70.21 %                                                   | Michel Heinrich                                           | UMP                                                       | 29.79 %                                                   | Gérard Welzer                                             | PS                                                        | 63.79 %                                                   |
| 2007                                                                                       | 45.70 %                                                   | Michel Heinrich élu au premier tour                       | UMP                                                       | 13.25 %                                                   | Marie-France Glaudel                                      | PS                                                        | 66.52 %                                                   |
| Après 2010, Bayecourt est répartie sur plusieurs circonscriptions, cf. les résultats de .  |                                                           |                                                           |                                                           |                                                           |                                                           |                                                           |                                                           |
| 2012                                                                                       | 45.13 %                                                   | Michel Heinrich                                           | UMP                                                       | 54.87 %                                                   | François-Xavier Huguenot                                  | DVG                                                       | 54.87 %                                                   |
| 2017                                                                                       | 54.81 %                                                   | Stéphane Viry                                             | LR                                                        | 45.19 %                                                   | Alisson Hamelin                                           | LREM                                                      | 49.37 %                                                   |
| 2022                                                                                       | 67.92 %                                                   | Stéphane Viry                                             | LR                                                        | 32.08 %                                                   | Emmie Moons                                               | RN                                                        | 46.28 %                                                   |
| 2024                                                                                       | %                                                         |                                                           |                                                           | %                                                         |                                                           |                                                           | %                                                         |
| Élections européennes, résultats des deux meilleurs scores.                                |                                                           |                                                           |                                                           |                                                           |                                                           |                                                           |                                                           |
| Année                                                                                      | Liste 1re                                                 | Liste 1re                                                 | Liste 1re                                                 | Liste 2e                                                  | Liste 2e                                                  | Liste 2e                                                  | Participation                                             |
| 2004                                                                                       | 23.73 %                                                   | Pierre Moscovici                                          | PS                                                        | 27.12 %                                                   | Joseph Daul                                               | UMP                                                       | 53.04 %                                                   |
| 2009                                                                                       | 21.74 %                                                   | Joseph Daul                                               | UMP                                                       | 15.22 %                                                   | Catherine Trautmann                                       | PS                                                        | 49.59 %                                                   |
| 2014                                                                                       | 35.59 %                                                   | Florian Philippot                                         | FN                                                        | 16.10 %                                                   | Nadine Morano                                             | UMP                                                       | 52.70 %                                                   |
| 2019                                                                                       | 26.32 %                                                   | Jordan Bardella                                           | RN                                                        | 12.28 %                                                   | Nathalie Loiseau                                          | LREM                                                      | 52.08 %                                                   |
| 2024                                                                                       | %                                                         |                                                           |                                                           | %                                                         |                                                           |                                                           | %                                                         |
| Élections régionales, résultats des deux meilleurs scores.                                 |                                                           |                                                           |                                                           |                                                           |                                                           |                                                           |                                                           |
| Année                                                                                      | Liste 1re                                                 | Liste 1re                                                 | Liste 1re                                                 | Liste 2e                                                  | Liste 2e                                                  | Liste 2e                                                  | Participation                                             |
| 2004                                                                                       | 39.87 %                                                   | Jean-Pierre Masseret                                      | PS                                                        | 44.44 %                                                   | Gérard Longuet                                            | UMP                                                       | 70.87 %                                                   |
| 2010                                                                                       | 53.33 %                                                   | Jean-Pierre Masseret                                      | PS                                                        | 24.44 %                                                   | Laurent Hénart                                            | UMP                                                       | 55.65 %                                                   |
| 2015                                                                                       | 34.25 %                                                   | Philippe Richert                                          | LR                                                        | 48.63 %                                                   | Florian Philippot                                         | FN                                                        | 64.20 %                                                   |
| 2021                                                                                       | 42.42 %                                                   | Jean Rottner                                              | LFA                                                       | 30.30 %                                                   | Laurent Jacobelli                                         | RN                                                        | 32.47 %                                                   |
| Élections cantonales, résultats des deux meilleurs scores du dernier tour de scrutin.      |                                                           |                                                           |                                                           |                                                           |                                                           |                                                           |                                                           |
| Année                                                                                      | Élu                                                       | Élu                                                       | Élu                                                       | Battu                                                     | Battu                                                     | Battu                                                     | Participation                                             |
| Bayecourt est répartie sur plusieurs cantons, cf. les résultats de ceux de .               |                                                           |                                                           |                                                           |                                                           |                                                           |                                                           |                                                           |
| 2001                                                                                       | %                                                         |                                                           |                                                           | %                                                         |                                                           |                                                           | %                                                         |
| 2004                                                                                       | 61.94 %                                                   | Roger Dégémard                                            | DVD                                                       | 38.06 %                                                   | Marie-France Glaudel                                      | PS                                                        | %                                                         |
| 2008                                                                                       | %                                                         |                                                           |                                                           | %                                                         |                                                           |                                                           | %                                                         |
| 2011                                                                                       | 47.50 %                                                   | Colette Marchal                                           | NC                                                        | 52.50 %                                                   | Alain Sempiana                                            | FN                                                        | 53.54 %                                                   |
| Élections départementales, résultats des deux meilleurs scores du dernier tour de scrutin. |                                                           |                                                           |                                                           |                                                           |                                                           |                                                           |                                                           |
| Année                                                                                      | Élus                                                      | Élus                                                      | Élus                                                      | Battus                                                    | Battus                                                    | Battus                                                    | Participation                                             |
| Bayecourt est répartie sur plusieurs cantons, cf. les résultats de ceux de .               |                                                           |                                                           |                                                           |                                                           |                                                           |                                                           |                                                           |
| 2015                                                                                       | 50.43 %                                                   | Bernadette Poirat et Christian Tarantola                  | UG                                                        | 49.57 %                                                   | Patrick Cunin et Audrey Erb                               | FN                                                        | 52.97 %                                                   |
| 2021                                                                                       | 59.15 %                                                   | Bernadette Poirat et Christian Tarantola                  | UG                                                        | 40.85 %                                                   | Sabrina Koepfert et Jean-René Simon                       | RN                                                        | 32.90 %                                                   |
| Référendums.                                                                               |                                                           |                                                           |                                                           |                                                           |                                                           |                                                           |                                                           |
| Année                                                                                      | Oui (national)                                            | Oui (national)                                            | Oui (national)                                            | Non (national)                                            | Non (national)                                            | Non (national)                                            | Participation                                             |
| 1992                                                                                       | 33.33 % (51,04 %)                                         | 33.33 % (51,04 %)                                         | 33.33 % (51,04 %)                                         | 66.67 % (48,96 %)                                         | 66.67 % (48,96 %)                                         | 66.67 % (48,96 %)                                         | 79.07 %                                                   |
| 2000                                                                                       | 84 % (73,21 %)                                            | 84 % (73,21 %)                                            | 84 % (73,21 %)                                            | 16 % (26,79 %)                                            | 16 % (26,79 %)                                            | 16 % (26,79 %)                                            | 44.55 %                                                   |
| 2005                                                                                       | 48.55 % (45,33 %)                                         | 48.55 % (45,33 %)                                         | 48.55 % (45,33 %)                                         | 51.45 % (54,67 %)                                         | 51.45 % (54,67 %)                                         | 51.45 % (54,67 %)                                         | 78.67 %                                                   |

### Jumelage
La commune de Bayecourt n'est jumelée avec aucune autre ville.

## Population et société

### Démographie

#### Évolution démographique
L'évolution du nombre d'habitants est connue à travers les recensements de la population effectués dans la commune depuis 1793. Pour les communes de moins de 10 000 habitants, une enquête de recensement portant sur toute la population est réalisée tous les cinq ans, les populations de référence des années intermédiaires étant quant à elles estimées par interpolation ou extrapolation. Pour la commune, le premier recensement exhaustif entrant dans le cadre du nouveau dispositif a été réalisé en 2004.

En 2022, la commune comptait 234 habitants, en évolution de −8,95 % par rapport à 2016 (Vosges : −2,96 %, France hors Mayotte : +2,11 %).
| 1793 | 1800 | 1806 | 1821 | 1831 | 1836 | 1841 | 1846 | 1856 |
| ---- | ---- | ---- | ---- | ---- | ---- | ---- | ---- | ---- |
| 219  | 253  | 248  | 259  | 280  | 291  | 298  | 292  | 309  |

| 1861 | 1866 | 1876 | 1881 | 1886 | 1891 | 1896 | 1901 | 1906 |
| ---- | ---- | ---- | ---- | ---- | ---- | ---- | ---- | ---- |
| 311  | 316  | 315  | 285  | 274  | 280  | 263  | 250  | 240  |

| 1911 | 1921 | 1926 | 1931 | 1936 | 1946 | 1954 | 1962 | 1968 |
| ---- | ---- | ---- | ---- | ---- | ---- | ---- | ---- | ---- |
| 237  | 215  | 221  | 219  | 209  | 177  | 228  | 222  | 219  |

| 1975 | 1982 | 1990 | 1999 | 2004 | 2006 | 2009 | 2014 | 2019 |
| ---- | ---- | ---- | ---- | ---- | ---- | ---- | ---- | ---- |
| 171  | 204  | 215  | 237  | 267  | 273  | 284  | 266  | 250  |

| 2022 | - | - | - | - | - | - | - | - |
| ---- | - | - | - | - | - | - | - | - |
| 234  | - | - | - | - | - | - | - | - |

### Enseignement
Établissements d'enseignements :
- Écoles maternelles et primaires à Thaon-les-Vosges, Épinal, Dogneville, Chavelot, Padoux.
- Collèges à Thaon-les-Vosges, Châtel-sur-Moselle, Épinal, Golbey.
- Lycées à Épinal.

### Santé
Professionnels et établissements de santé :
- Médecins à Girmont, Sercoeur, Chavelot, Thaon-les-Vosges, Dogneville, Châtel-sur-Moselle.
- Pharmacies à Thaon-les-Vosges, Dogneville, Châtel-sur-Moselle.
- Hôpitaux à Thaon-les-Vosges, Châtel-sur-Moselle, Golbey.

### Cultes
- Culte catholique, Paroisse Saint-Laurent-des-Trois-Rivières[62], Diocèse de Saint-Dié.

## Économie

### Entreprises et commerces

#### Agriculture
- Élevage de vaches laitières.
- Élevage d'autres bovins et de buffles.
- Culture et élevage associés.
- Culture de céréales, de légumineuses et de graines oléagineuses.

#### Tourisme
- Hébergement et restauration à Épinal, Vincey, Saint-Pierremont, Tendon.

#### Commerces
- Commerces et services de proximité à Girancourt, Capavenir Vosges, Jeuxey.

## Culture locale et patrimoine

### Lieux et monuments

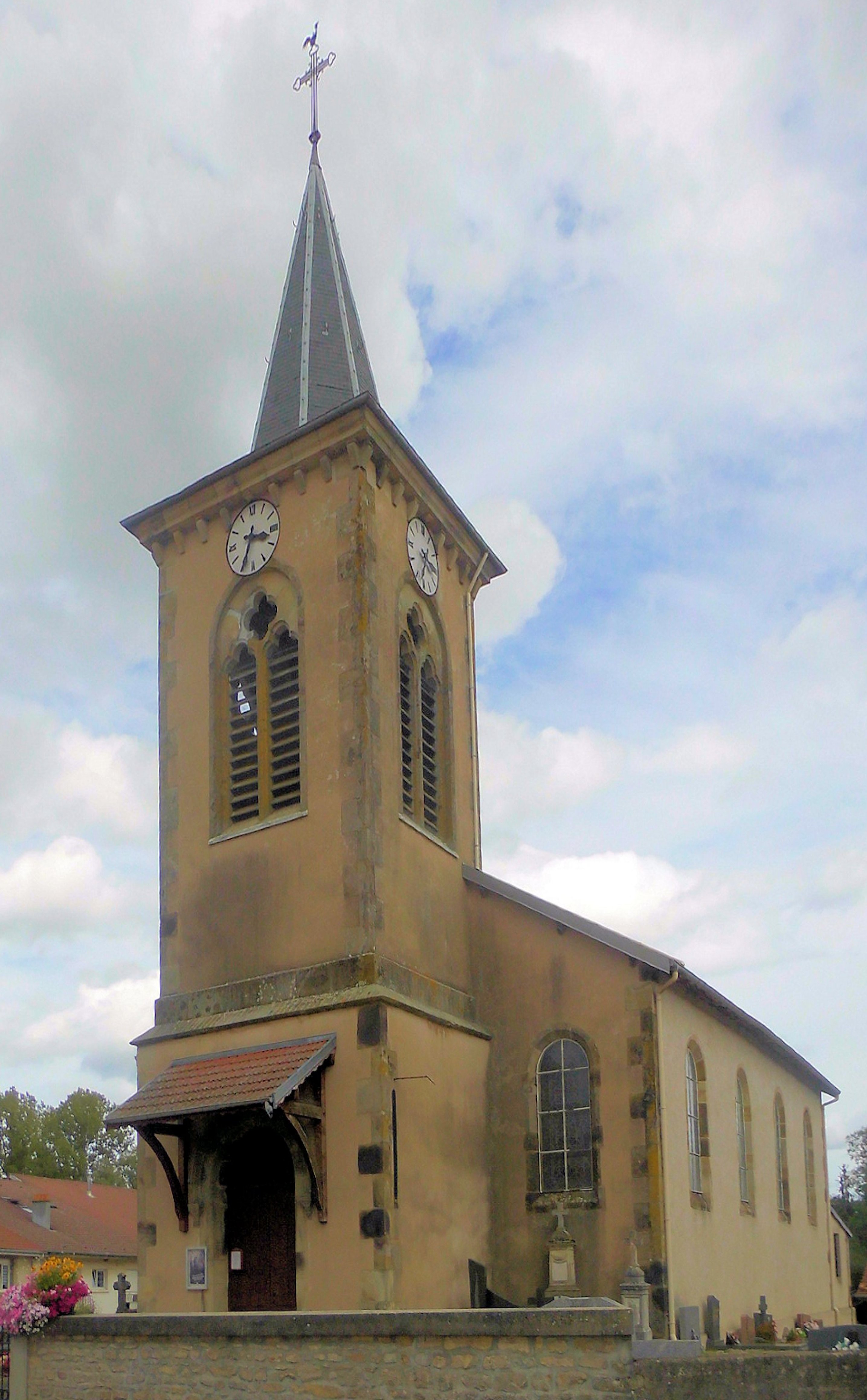
L'église Sainte-Libaire.
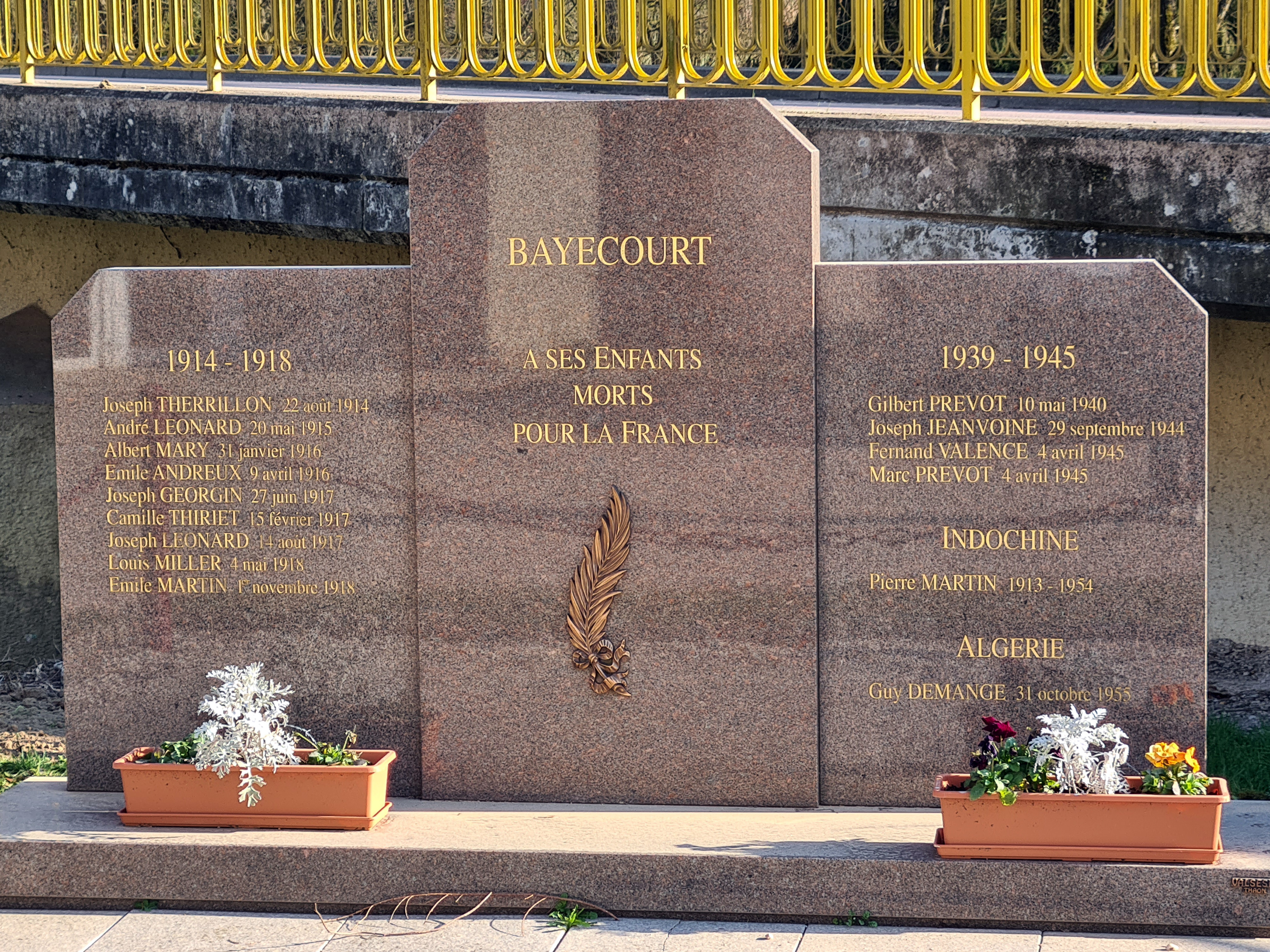
Monument aux morts.
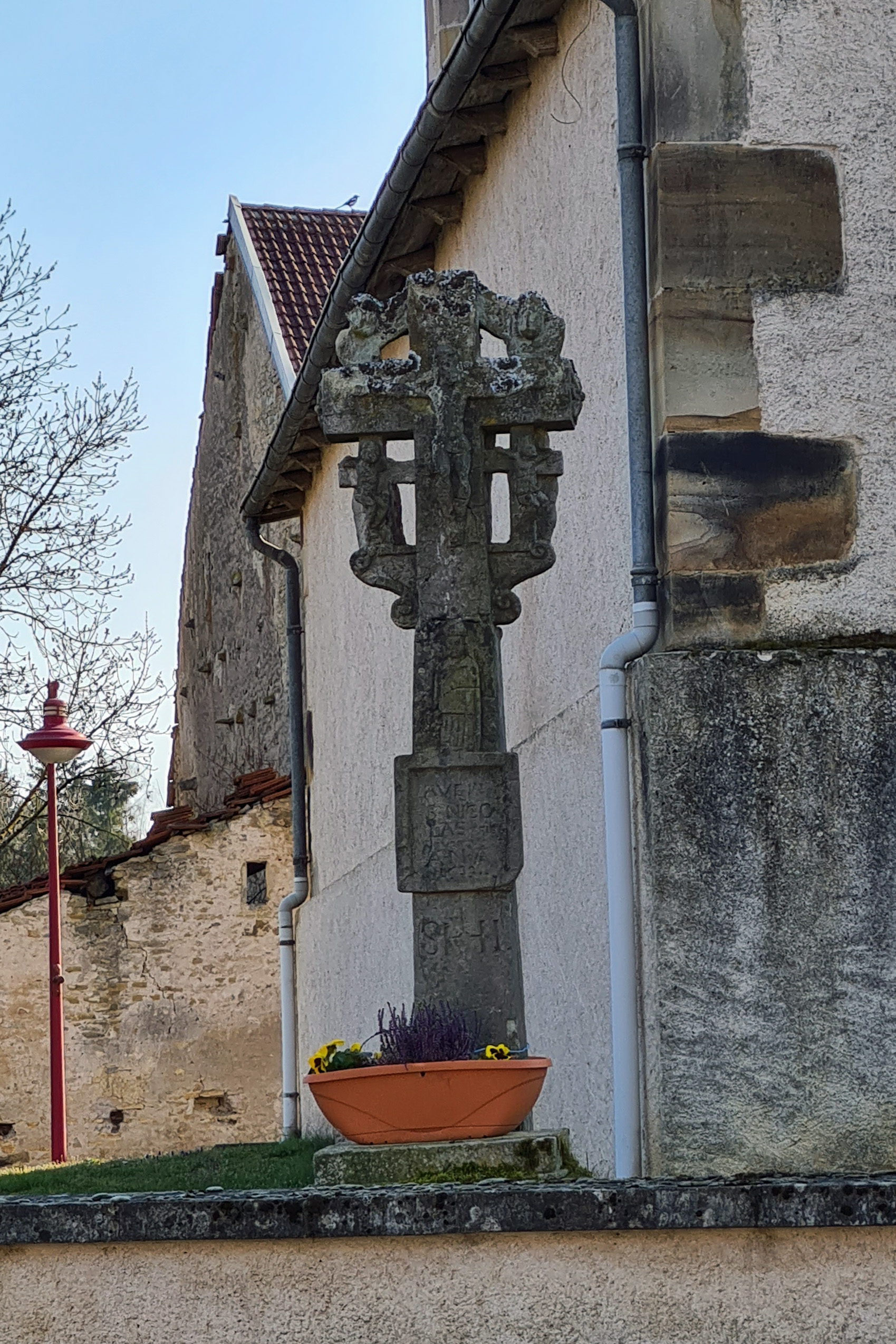
Croix cimetière de 1630.

- Église Sainte-Libaire (XVIIe et XVIIIe siècles)[63],[64].

Retable de l'ancien maître-autel, classé au titre objet le 05 novembre 1982.
Harmonium.
Croix calvaire de l'église.
- Cimetière[68].

Croix datée de 1630, (située dans le cimetière) classée au titre des monuments historiques par arrêté du 14 juin 1909.
- Monument aux morts[70] : Conflits commémorés : Guerres 1914-1918 - 1939-1945.

## Pour approfondir